# Sierlijke buidelrat
De sierlijke buidelrat  (Marmosops parvidens) is een zoogdier uit de familie van de Opossums (Didelphidae). De wetenschappelijke naam van de soort werd voor het eerst geldig gepubliceerd door Tate in 1931.

## Voorkomen
De soort komt voor in oostelijk Venezuela, Guyana, Suriname, Frans-Guiana en noordelijk Brazilië.